# Culex sardinerae
Culex sardinerae är en tvåvingeart som beskrevs av Fox 1953. Culex sardinerae ingår i släktet Culex och familjen stickmyggor. Inga underarter finns listade i Catalogue of Life.